# Livländische Ritterschaft

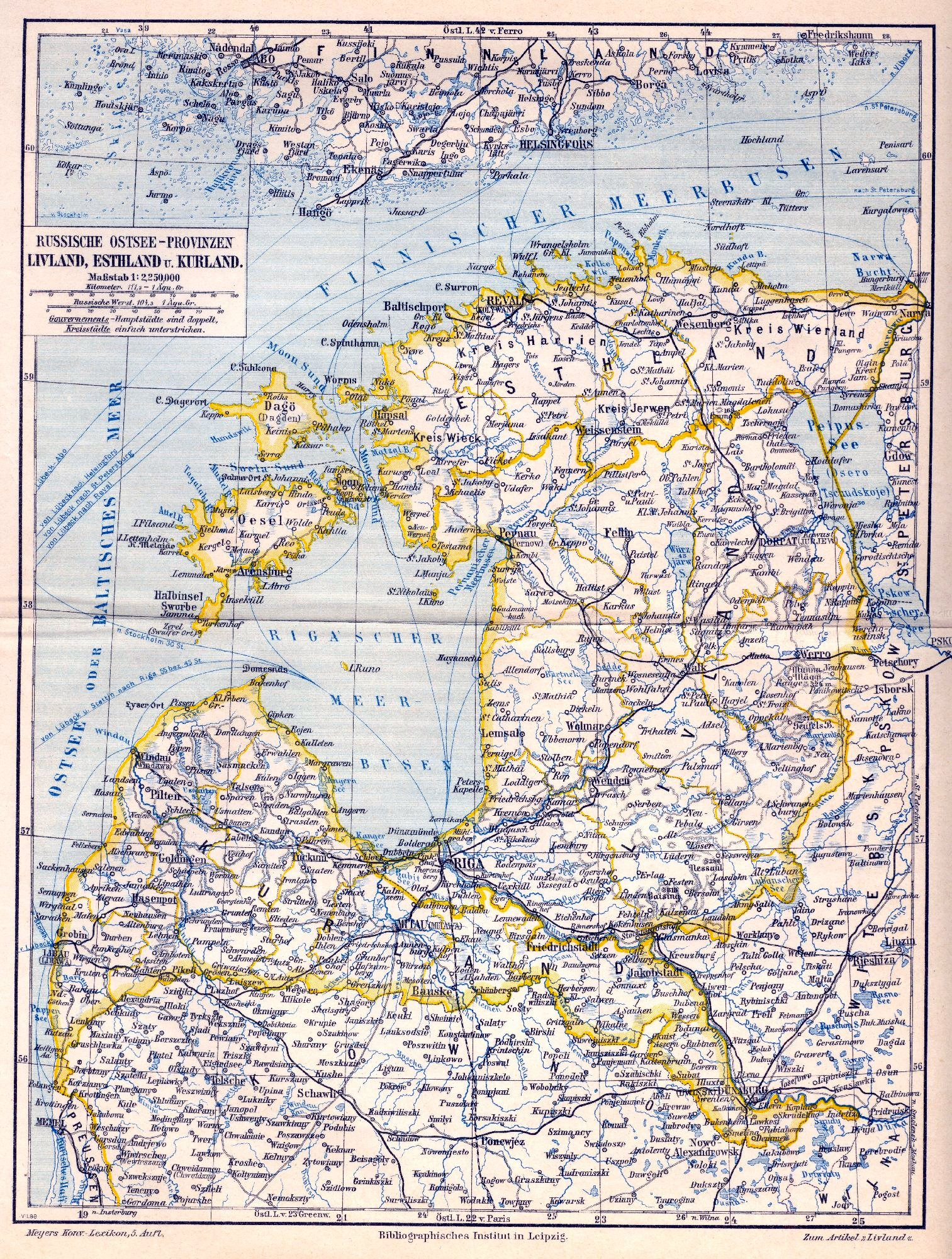
Die russischen Ostseegouvernements; in der Mitte das Gouvernement Livland (1721–1919)

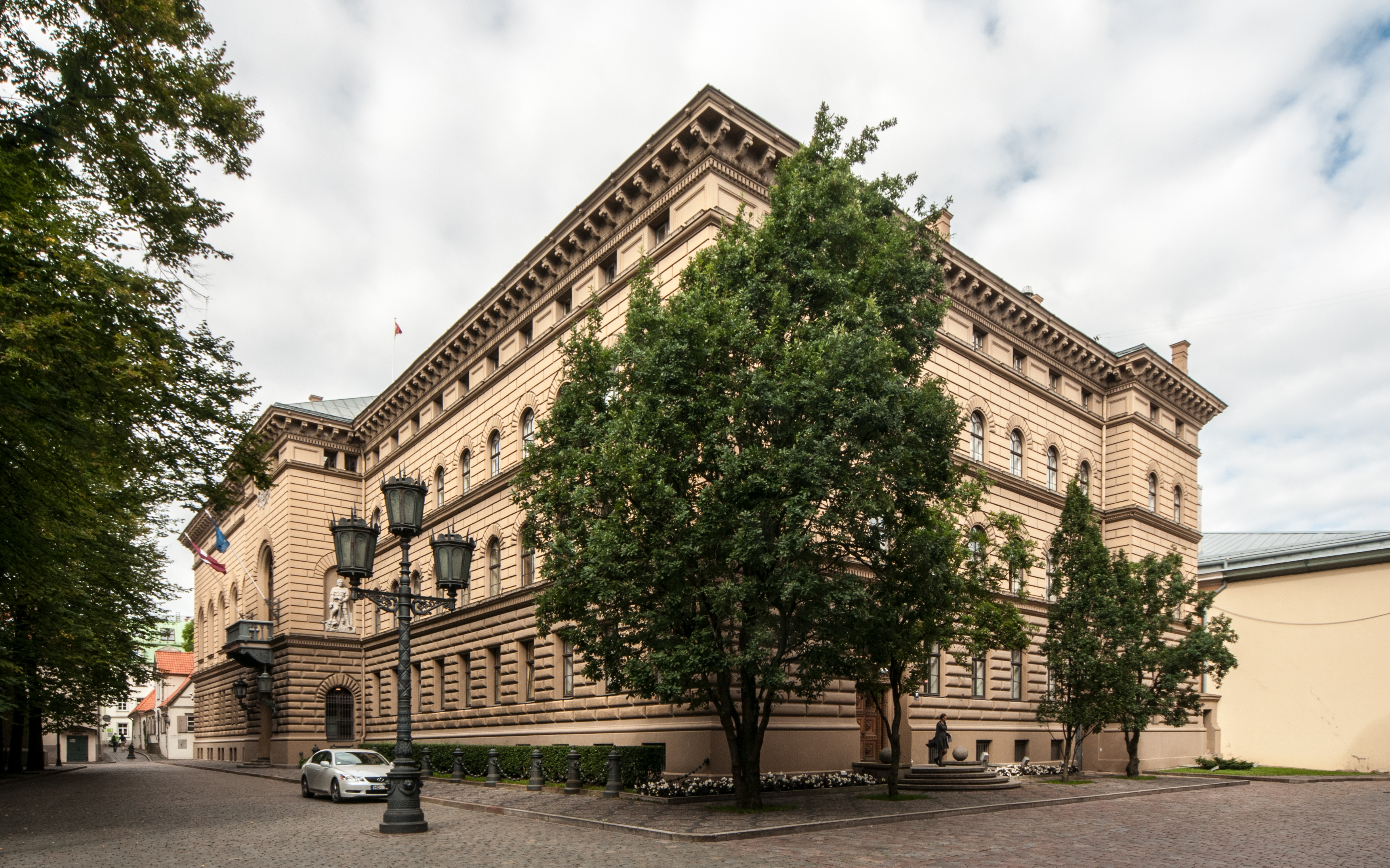
Das Ritterhaus in Riga heute

Die Livländische Ritterschaft war von der zweiten Hälfte des 16. Jahrhunderts bis 1920 der politische und rechtliche Zusammenschluss des vornehmlich deutschbaltischen Adels im Norden des heutigen Lettland und im Süden des heutigen Estlands. Durch die vom jeweiligen Souverän garantierten Standesprivilegien, den politischen Einfluss und den agrarischen Großgrundbesitz war die Ritterschaft außerhalb der Städte bis zum Ende des 19. Jahrhunderts die herrschende Schicht des Landes. Die Livländische Ritterschaft hatte ihren Sitz in Riga, und zwar von 1755 bis 1865 im Alten Ritterhaus sowie von 1862 bis 1920 im 1862 neuerrichteten Ritterhaus.
Die Ritterschaft ist Mitglied im Verband der Baltischen Ritterschaften.

## Geschichte
Innerhalb der einzelnen Territorien Altlivlands schlossen sich die Vasallengeschlechter zur Verteidigung und Erhaltung ihrer Rechte und Besitztümer zu Ritterschaften zusammen. Diese korporativen Organisationen waren bereits im 14. Jahrhundert mit landständischen Rechten versehen und hoheitlich anerkannt.
Die Privilegien der Ritterschaft wurden bei wechselnden Souveränen jeweils bestätigt, so geschehen 1561 durch den König von Polen Sigismund II. August, 1629 durch Gustav II. Adolf, den König von Schweden, und 1710 durch den russischen Zar Peter I.
Durch die Agrargesetzgebung der Jahre 1816 bis 1819 wurden dem landbesitzenden Adel der Ostseegouvernements das Recht und die Pflicht zur Einrichtung von Volksschulen (auch „Bauernschulen“ genannt) in den ihnen gehörenden Gutsbezirken und Dörfern übertragen. So gaben Fragen der Bildung der ländlichen Bevölkerung im Livländischen Ritterschaftlichen Landtag immer wieder den Anlass für Debatten zwischen den Konservativen und den Reformern im livländischen Adel, ebenso in der Livländischen Provinzialsynode der Evangelisch-lutherischen Kirche.
Im Zuge der Oktoberrevolution in Russland 1917 und der Wirren des Ersten Weltkriegs erklärten Estland am 24. Februar 1918 sowie Lettland am 18. November 1918 als Republiken ihre staatliche Unabhängigkeit von Russland. Versuche des deutschen Kaiserreichs, das Baltikum mit der Schaffung des Vereinigten Baltischen Herzogtums politisch unter deutsche Oberhoheit zu bringen, scheiterten im November 1918 endgültig. Die Livländische Ritterschaft wurde daraufhin als Körperschaft des öffentlichen Rechts aufgelöst.
In Riga wurde daraufhin zunächst 1920 der Livländische Gemeinnützige Verband gegründet, und die in das Deutsche Reich emigrierten Ritterschaftsangehörigen gründeten in Rostock den Verband des Livländischen Stammadels. Diese Verbände setzten die Tradition der Ritterschaft fort. Im Jahre 1949 wurde dann der heutige Verband der Baltischen Ritterschaften e. V. gegründet, in dem die Livländische Ritterschaft gemeinsam mit ihren drei Schwesterritterschaften integriert ist.
Seit der Wiederherstellung der lettischen Unabhängigkeit 1990/1991 erwacht in Lettland ein neues Interesse an der deutschbaltischen Geschichte und damit auch an der livländischen Ritterschaft.

## Wappen der Ritterschaft

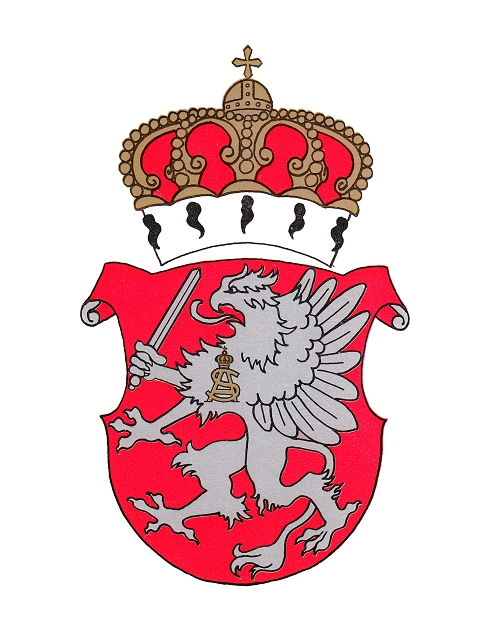
Wappen der Livländischen Ritterschaft

Das Wappen der Livländischen Ritterschaft wurde vom König von Polen im Jahre 1566 anlässlich der Vereinigung Livlands und Litauens verliehen. Es handelt sich um das Wappen des livländischen Administrators und Feldherrn Jan Chodkiewicz mit den Initialen des Königs Sigismund II. August.

## Landmarschälle der Livländischen Ritterschaft
Von 1695 bis 1710 gab es „Landtagsdirektoren“ und von 1783 bis 1797 „Adelsmarschälle“.
- 164300000: Otto von Mengden
- 164300000: Engelbrecht von Mengden
- 164500000: Johann Eberhard von Bellingshausen
- 164600000: Heinrich von Cronstiern
- 164600000: Ernst von Mengden
- 1648–1650: Hermann von Gordian
- 1650–1653: Gustav Adolf Clodt von Jürgensburg
- 1653–1660: Gustav von Mengden
- 1660–1664: Gustav Carl von Wulffen
- 1664–1667: Gotthard Johann von Budberg
- 1667–1673: Jakob Stael von Holstein
- 1669–1670: Johann von Buddenbrock
- 1673–1676: Otto Friedrich von Vietinghoff
- 1676–1680: Ernst Johann von Rosen
- 1680–1683: Otto Reinhold von Albedyll
- 1683–1690: Georg (Jürgen) Conrad von Ungern-Sternberg
- 1690–1693: Johann Heinrich Streiff von Lauenstein
- 1695, 1697: Gustav Ernst von Albedyll
- 169700000: Ernst von Plater
- 1699–1700: Leonhard Gustav von Budberg
- 171000000: Georg Reinhold von Tiesenhausen
- 171000000: Johann Albrecht von Mengden
- 1710–1712: Magnus Gustav von Mengden
- 1712–1717: Magnus Johann von Plater
- 1715–1729: Berend Dietrich von Bock (Dorpater Kreis)
- 1720–1723: Woldemar Johann von Ungern-Sternberg (Dorpater Kreis)
- 1717–1721: Otto Christoph von Richter
- 1723–1727: Gotthard Wilhelm von Budberg
- 1727–1730: Gotthard Wilhelm von Berg
- 1730–1737: Caspar Friedrich von Buddenbrock
- 1737–1742: Johann Gustav von Budberg
- 1742–1747: Gustav Heinrich von Patkul
- 1747–1759: Gustav Heinrich von Igelström
- 1759–1765: Leonhard Johann von Budberg
- 176500000: Adolf Heinrich von Anrep
- 1769–1775: Carl Gustav von Mengden
- 1775–1777: Caspar Heinrich von Rosenkampf
- 1777–1783: Franz Wilhelm von Rennenkampff
- 1783–1786: Leonhard Johann von Budberg
- 1786–1792: Moritz Friedrich von Gersdorff
- 1792–1797: Friedrich von Sievers
- 179700000: Otto Johann Magnus von Richter
- 1798–1800: Christian Friedrich von Ungern-Sternberg
- 1800–1803: Gustav Johann von Buddenbrock
- 1803–1806: Carl Gustav von Samson-Himmelstjerna
- 1808–1809: Carl Johann von Numers
- 1809–1812: Andreas von Below
- 1812–1818: Friedrich Reinhold Schoultz von Ascheraden
- 1818–1822: Friedrich von Löwis of Menar
- 1822–1824: Otto von Richter (vikarisch)
- 1824–1827: Georg Carl von Jarmersted
- 1827–1830: Friedrich Johann von Löwenwolde
- 1830–1833: Friedrich von Grote
- 1833–1836: Carl Gotthard von Liphart
- 1836–1838: Eduard von Richter
- 1839–1842: Alexander von Oettingen
- 1842–1844: Ferdinand August Nikolaus von Hagemeister
- 1844–1848: Carl Reinhold Georg von Lilienfeld
- 1848–1851: Hamilkar von Fölkersahm
- 1851–1854: Gustav Fromhold von Nolcken
- 1854–1856: Christian von Stein
- 1857–1862: August Georg Friedrich von Oettingen
- 1862–1866: Paul von Lieven
- 1866–1869: Georg Carl von Lilienfeld
- 1869–1870: Gustav Fromhold von Nolcken
- 1870–1872: Nikolai Conrad Peter von Oettingen
- 1872–1884: Heinrich Anton Hermann von Bock
- 1884–1908: Friedrich von Meyendorff
- 1906–1918: Adolf Pilar von Pilchau
- 1918–1919: Heinrich Eduard von Stryk

## Zugehörigkeit

### Livländische Matrikel
Die Adelsmatrikel wurde nach zwei Entwürfen der Jahre 1742 und 1745 im Jahre 1747 fertiggestellt. Insgesamt 172 Geschlechter waren damals bei der Livländischen Ritterschaft immatrikuliert. Heute umfasst die livländische Matrikel 446 Eintragungen, die 378 Geschlechter betreffen, wovon 110 bis in die Gegenwart fortbestehen.

### Stadtadel
Nicht alle deutsch-baltischen Adelsgeschlechter waren auch Mitglied in einer der baltischen Ritterschaften. Insbesondere in Riga gab es briefadelige Familien wie die von Wilpert oder von Sengbusch, die als reichsadelig nobilitiert waren, aber mangels Landbesitz nicht in die Ritterschaft aufgenommen wurden. Auch russischer Dienstadel führte für sich nicht zwingend zur Aufnahme in die Matrikel der Ritterschaft. Diese adligen Familien ließen sich jedoch regelmäßig in den Adelsgeschlechtsbüchern des jeweiligen Gouvernements als weiteren Standesnachweis eintragen.

### Immatrikulierte Geschlechter
Innerhalb der Ritterschaft erloschene Geschlechter sind mit (†) gekennzeichnet. Dies bedeutet jedoch nicht zwingend, dass diese gänzlich, also auch außerhalb der Livländischen Ritterschaft, im Mannesstamm abgegangen sind. Weiterhin können mehrere Linien, Zweige oder Häuser einer Familie getrennt und unabhängig voneinander immatrikuliert sein, weswegen Doppelnennungen vorkommen.
- Aderkas
- Adlerberg (†)
- Ǻkerman
- Albedyll
- Anhorn von Hartwiß (†)
- Anrep
- Anrep-Elmpt (†)
- Arps von Arpshofen
- Baehr
- Balugjansky (†)
- Baranoff und Baranow
- Barclay de Tolly (†)
- Barclay de Tolly-Weymarn (†)
- de la Barre (†)
- Bayer (†)
- Bayer von Weißfeldt (†)
- Becker (†)
- Beckern (†)
- Behaghel von Adlerscron (†)
- Bekleschow (†)
- Bellingshausen (†)
- Below (†)
- Benckendorff
- Berends (†)
- Berens (†)
- Berens von Rautenfeld
- Berg a.d.H. Kandel (†)
- Berg a.d.H. Kattentack
- Bergholtz (†)
- Besborodko (†)
- Biel (†)
- Bielsky (†)
- Biron
- Blanckenhagen
- Bluhmen (†)
- Bobrinsky (†)
- Bock a.d.H. Lachmes
- Bock a.d.H. Suddenbach (†)
- Boettiger (†)
- Boltho von Hohenbach (†)
- Borch-Lubeschütz
- Bornemann (†)
- Boye (†)
- Brackel
- Brandt (†)
- Brasch
- Brevern
- Broel genannt Plater
- Broemsen
- Browne-Camus (†)
- Brüggen
- Bruemmer
- Bruiningk
- Bruiningk a. d. H. Hellenorm (†)
- Bruiningk a. d. H. Wesselshof (†)
- Budberg-Bönninghausen
- Buddenbrook (†)
- Buhrmeister
- Bussen (†)
- Buturlin (†)
- Buxhoeveden
- Cahdeus (†)
- Campenhausen
- Cancrin (†)
- Ceumern und Ceumern-Lindenstjerna
- Clapier de Colongue
- Clodt von Jürgensburg
- Cronmann (†)
- Daschkow (†)
- Dehn
- Delwig (†)
- Demidow (†)
- Derfelden
- Diebitsch-Sabalkansky (†)
- Dietz (†)
- Dinggraven (†)
- Ditmar
- Dittmar (†)
- Dolgoruky (†)
- Drenteln
- Drewnick (†)
- Dubelt (†)
- Dücker (†)
- Dühamel (†)
- Düsterlohe
- Dunten (†)
- Ekesparre
- Emme (†)
- Engelhardt
- Ermes (†)
- Essen
- Essen-Stenbock-Fermor (†)
- Ewers (†)
- Fermor (†)
- Fersen
- Fick (†)
- Fischbach (†)
- Fischer (†)
- Foelckersahm, Voelckersahm
- Freymann a. d. H. Nursie
- Freymann a. d. H. Waimel-Neuhof (†)
- Freytag-Loringhoven
- Fromhold (†)
- Fuchs (†)
- Funcke (†)
- Galitzin (†)
- Gavel
- Gerngroß (†)
- Gersdorff
- Glasenapp
- Golowin (†)
- Golowkin (†)
- Golubzow (†)
- Gortschakow
- Graß a. d. H. Engelhardtshof (†)
- Grote
- Grotenhielm (†)
- Grotthuß
- Gruenewaldt
- Güldenhoff (†)
- Güldenstubbe
- Günzel (†)
- Guillemot de Villebois
- Gyllenschmidt (†)
- Hagemeister
- Hahn
- Handtwig
- Hanenfeldt (†)
- Hansen
- Hehn
- Helffreich
- Heller (†)
- Helmersen
- Hertel (†)
- Hilchen (†)
- Hildebrandt (†)
- Hirschheydt
- Holmdorff (†)
- Howen
- Hoyningen-Huene
- Igelström
- Jaeger (†)
- Jaguschinski (†)
- Jankiewitz (†)
- Jarmersted (†)
- Kahlen a. d. H. Neu-Kalzenau
- Kahlen a. d. H. Seltinghof (†)
- Kallmann (†)
- Kawer
- Keßler (†)
- Keyserlingk
- Kieter
- Kirchner (†)
- Klebeck (†)
- Klot
- Klüver (†)
- Knieriem (†)
- Knorre, Knorring
- Kocken von Grünbladt (†)
- Köhler (†)
- Korff Schmysingk genannt Korff
- Koskull
- Kosodawlew (†)
- Kotschubey (†)
- Kotzebue Pilar von Pilchau (†)
- Krause
- Kreusch
- Kroeger
- Kropotkin
- Krüdener
- Krüdener-Struve
- Kruse (†)
- Kurakin (†)
- de La Trobe
- Lacy (†)
- Lambert (†)
- Lauw (†)
- Le Fort (†)
- Lescken (†)
- Lieven
- Lilienfeld-Toal
- Linden (†)
- Liphart
- Lode (†)
- Loudon
- Löwenstern
- Löwenwolde (†)
- Löwis of Menar
- Malama (†)
- Manderstjerna († in Schweden)
- Manecken (†)
- Manteuffel (†)
- Masslow (†)
- Maydell
- Meck (†)
- Medem
- Meiners (†)
- Mellin (†)
- Mengden
- Menschikow (†)
- Mensenkampff
- Merzahn von Klingstaedt (†)
- Meyendorff
- Meyer a. d. H. Duhrenhof (†)
- Meyer a. d. H. Lysohn Druween (†)
- Michelsohnen (†)
- Middendorff
- Moeller, Moller a. d. H. Sommerpahlen
- Möller a. d. H. Kersel (†)
- zur Mühlen
- Müller a. d. H. Blumbergshof (†)
- Müller a. d. H. Catharinenhof (†)
- Müller a. d. H. Immofer (†)
- Müller a. d. H. Rüssel (†)
- Müller a. d. H. Weißensee
- Münnich (†)
- Nandelstaedt (†)
- Nasackin
- Nolcken
- Nothhelfer (†)
- Nowosilzow (†)
- Numers (†)
- Oettingen
- Oldenburg (†)
- Orlow (†)
- O’Rourke (†)
- Osten genannt Sacken
- Ostermann (†)
- Pahlen
- Palmenbach (†)
- Palmstrauch (†)
- Pander
- Panin (†)
- Paskewitsch-Eriwanski Fürst Warschawski (†)
- Patkul
- Marquis Paulucci (†)
- Paykull (†)
- Peetz (†)
- Piele genannt Pfeil (†)
- Pilar Pilchau
- Pistohlkors
- Poll
- Posse (†)
- Priauda (†)
- Radebandt (†)
- Rading
- Raß
- Rathlef (†)
- Rechenberg genannt Linten
- Rehbinder
- Reichardt (†)
- Rennenkampff
- Reusner (†)
- Reutern
- Reutz
- Reyer (†)
- Richter
- Rickmann (†)
- Roenne
- Rohland (†)
- Rokossowski (†)
- Rosen a. d. H. Hochrosen Roop
- Rosen a. d. H. Kaltenbrunn, Weinjerwen Kardina
- Rosenkampff (†)
- Roth
- Rothkirch (†)
- Ruckteschel, Ruckteschell
- Ruden (†)
- Rücker
- Rumjanzow (†)
- Saenger (†)
- Samson-Himmelstjerna
- Saß
- Sayn-Wittgenstein-Berleburg (†)
- Schafirow (†)
- Scheinvogel (†)
- Scheremetjew (†)
- Scheumann (†)
- Schilling a. d. H. Kalliküll
- Schlippenbach
- Schoultz (†)
- Schoultz von Ascheraden
- Schrader (†)
- Schreiter von Schreiterfeld (†)
- Schroeder a. d. H. Aahaken (†)
- Schroeder a. d. H. Burtneck
- Schroeders a.d.H. Bersemünde
- Schubert
- Schukowski (†)
- Schulmann
- Schultz (†)
- Schultzen (†)
- Schulz (†)
- Schuwalow
- Schwebs (†)
- Schwengelm (†)
- Sievers
- Sivers a. d. H. Duckern (†)
- Sivers a. d. H. Euseküll
- Skogh (†)
- Smitten
- Solms Tecklenburg (†)
- Sommer (†)
- Spalchaber (†)
- Ssuworow-Rimnikski Italiiski (†)
- Staal
- Stackelberg
- Staden
- Stael von Holstein
- Stahrenschild (†)
- Stauden (†)
- Stein (†)
- Stenbock-Fermor
- Sternfeld (†)
- Sternstrahl (†)
- Stjernhjelm (†)
- Straelborn (†)
- Strandmann
- Stroganow
- Strohkirch (†)
- Stryk
- Subow
- Taube
- Taubert (†)
- Teyls (†)
- Thielau (†)
- Tideböhl
- Tiesenhausen
- Tobien
- Toll
- Torklus (†)
- Totleben
- Transehe-Roseneck
- Trompowski
- Trubezkoy (†)
- Tschernischew (†)
- Tschoglokow (†)
- Uexküll
- Uexküll-Güldenband
- Ulrich a. d. H. Bremenhof Ruil (†)
- Ulrich a. d. H. Wahhenorm (†)
- Ulrichen (†)
- Ungern-Sternberg
- Vegesack
- Vietinghoff-Riesch
- Vietinghoff-Scheel
- Wagner (†)
- Wahl
- Walujew (†)
- Wassermann (†)
- Wassiltschikow
- Weiß a. d. H. Johannenhof (†)
- Weißmann (†)
- Weißmann von Weißenstein (†)
- Wenden (†)
- Wenge genannt Lambsdorff
- Wessel (†)
- Weymarn
- Wiedau (†)
- Wilcken a. d. H. Bewershof
- Wilcken a. d. H. Kerjel (†)
- Witte von Schwanenberg (†)
- Wjasemsky (†)
- Wolff
- Wolffeldt (†)
- Wolffenschildt (†)
- Wolkonski
- Woronzow (†)
- Wrangell
- Wrisberg (†)
- Wulf a. d. H. Parzimois (†)
- Wulf a. d. H. Serbigal
- Zeddelmann
- Zimmermann a. d. H. Kegeln Stubbensee (†)
- Zoeckell (†)
- Zoege Manteuffel
- Zoritsch (†)